# Alptakin
Alptakin, Haftakin o Aftakin fue un militar turco del siglo X que primero sirvió a los buyíes y luego se hizo señor de Damasco.

## Comienzos y rebelión contra los buyíes
Alptakin era un liberto del señor buyí de Irak, Izz al-Dawla Bajtiyar. Nada se sabe de él hasta el 973, cuando participó en el levantamiento acaudillado por el oficial turco Sebük-Tegin, que se apoderó de Bagdad y de gran parte de Irak. Los seguidores de Sebük-Tegin a continuación cercaron Wasit, donde Izz al-Dawla se había encastillado. Por suerte para este, Sebük-Tegin pereció durante el asedio y poco después los rebeldes escogieron como nuevo jefe a Alptakin. Mientras, un ejército de socorro al mando del primo de Izz al-Dawla Adud al-Dawla avanzaba hacia Irak, y en el 975 debeló a los rebeldes junto al río Diala.

## Invasión del Levante y enfrentamiento con los fatimíes

Mapa del Levante en el siglo.

Tras ser vencido por los buyíes, Alptakin huyó al Levante con trescientos de sus partidarios, donde logró adueñarse de Homs. Seguidamente se coligó con los cármatas y, en el invierno del 975, invadió la zona costera y sitió Sidón, por entonces en poder de los fatimíes. Tomó la ciudad tras un corto cerco y pasó por las armas a cuatro mil soldados enemigos. A continuación se apoderó de Tiberíades y luego se dirigió a Damasco, que no opuso apenas resistencia al conquistador. El califa fatimí Al-Aziz envió contra él un ejército al mando del general Ŷawhar, que logró recobrar la costa antes de marchar hacia el interior para asediar Damasco.
La oportuna llegada de los cármatas desbarató poco después el sitio fatimí. El ejército fatimí se retiró primero a Ramla, que abandonó al poco a las fuerzas cármatas. Las huestes cármatas y las de Alptakin marcharon desde allí a Ascalón, donde se había refugiado el ejército enemigo y a la que pusieron cerco. Tras un largo sitio de más de un año, los fatimíes firmaron la paz; según lo estipulado, Alptakin recibió Palestina y la frontera septentrional de los dominios fatimíes se fijó en Gaza. Para facilitar la aceptación del tratado, Alptakin se avino a reconocer la autoridad teórica del califa.
En el 978, Izz al-Dawla, al que le había arrebatado sus dominios Adud al-Dawla, buscó cobijo en Damasco con sus dos hermanos y otros dailamitas; Alptakin los acogió e incorporó a los dailamitas a sus fuerzas. Mientras, un nuevo ejército fatimí marchaba hacia Damasco con el mismísimo califa al-Aziz al frente. Los ejércitos damasceno y fatimí chocaron en los alrededores de Ramla; Alptakin acometió el flanco izquierdo enemigo, al que infligió copiosas bajas. Sin embargo, los fatimíes se alzaron con la victoria merced a un contraataque en el centro y la derecha en el que Alptakin perdió veinte mil soldados.
Alptakin logró huir y refugiarse en el desierto, donde casi pereció de sed; lo rescató el jefe de la tribu Tayy, Mufarriŷ ibn Dághfal ibn al-Ŷarrah, al que le unía una vieja amistad. Este lo acogió en su casa y lo trató con honores, pero luego lo traicionó y entregó a al-Aziz a cambio de cien mil dinares.
Los fatimíes enviaron a Alptakin a El Cairo; al-Aziz lo trató con toda cortesía e hizo que ingresase junto con sus soldados turcos en los ejércitos califales. Más tarde, empero, murió envenenado por el visir de al-Aziz, Yaaqub ibn Killis.